# Шарп, Арлин Хелен
Арлин Хелен Шарп (англ. Arlene Helen Sharpe; род. 1953) — американский иммунолог, профессор сравнительной патологии Гарвардской медицинской школы. Раскрыла механизм работы белка-иммуноглобулина PD1, который вызывает клеточную смерть. В 2014 году она и ещё трое иммунологов Гордон Дж. Фримен, Тасуку Хондзё и Лепинг Чен были награждены Премией Вильяма Коли. В 2017 году вместе с Джеймсом Эллисоном и Тасуку Хондзё получила премию Фонда Уоррена Альперта за коллективный вклад в доклиническую основу и развитие блокады контрольных точек иммунитета, новой формы терапии рака, которая изменила возможность лечения рака. С 2016 по 2017 год являлась сотым президентом Американской ассоциации иммунологов (AAI), а также с 2013 по 2016 год была членом Совета AAI. Содиректор Центра иммунологических заболеваний Эвергранд при Гарвардской медицинской школе.
Окончила Гарвард-колледж и Гарвардскую медицинскую школу.

## Награды и премии
- 1993: Премия молодым исследователям имени А. Бекмана[англ.][7];
- 2006: Научный сотрудник Американской ассоциации содействия развитию науки;
- 2014: Премия Вильяма Коли — «за выдающиеся исследования в области иммунологии опухолей»;
- 2017: Премия Фонда Уоррена Альперта[англ.] «за коллективный вклад в доклиническую основу и развитие блокады контрольных точек иммунитета, новой формы терапии рака»[5];
- 2018: Член Национальной академии наук США.

## Книги
- mit A. K. Abbas: T-cell stimulation: an abundance of B7s, Nat Med., Band 5, Dezember 1999, S. 1345—1346.
- mit Gordon Freeman, Tasuku Honjo u. a.: Engagement of the Pd-1 Immunoinhibitory Receptor by a Novel B7 Family Member Leads to Negative Regulation of Lymphocyte Activation, J. Exp. Medicine, Band 192, 2000, S. 1027
- mit Gordon Freeman: The B7-CD28 superfamily, Nature Reviews Immunology, Band 2, 2002, S. 116—126
- mit Yvette Latchman, Honjo, Freeman u. a.: PD-L2 is a second ligand for PD-1 and inhibits T cell activation, Nature Immunology, Band 2, 2001, S. 261—268
- mit E. John Wherry, Rafi Ahmed, Gordon Freeman: The function of programmed cell death 1 and its ligands in regulating autoimmunity and infection, Nature Immunology, Band 8, 2007, S. 239—245
- mit S. H. Baumeister, G. J. Freeman, G. Dranoff: Coinhibitory Pathways in Immunotherapy for Cancer, Annual Review of Immunology, Band 34, 2016, S. 539—573
- mit P. T. Sage: T follicular regulatory cells, Immunol Rev., Band 271, 2016, S. 246—259
- mit S. L. McArdel, C. Terhorst: Roles of CD48 in regulating immunity and tolerance, Clin Immunol., Band 164, 2016, S. 10-20